# La Battante
La Battante est un mini-série en 4 parties de Didier Albert (2004), une coproduction RTL-TVI et TF1.

## Synopsis
Une mini-série sur le thème du retour aux sources.
De retour en France après quatorze ans d'absence, Anne Darcel, accompagnée de sa fille Nina, âgée de treize ans, revient en France pour voir sa mère. Cette dernière, qui se trouve dans un état critique, a besoin d'une greffe de moelle osseuse. Un cas de force majeure sans lequel Anne n'aurait jamais quitté le Canada ! Dès son arrivée, elle apprend qu'elle n'est pas la fille naturelle de celle qu'elle croyait depuis toujours être sa mère, et n'obtient aucune information car la malheureuse décède quelques heures plus tard. Mais Anne ne peut repartir sans connaître ses origines. Pourquoi lui a-t-on menti ? Pour seul indice, elle a à sa disposition une vieille broderie représentant les deux tours de La Rochelle...

## Fiche technique
- Titre : La Battante
- Réalisation : Didier Albert
- Scénario : Jeanne Le Guillou, Thierry Lassalle
- Musique : Frédéric Porte
- Photographie : Thierry Schwartz
- Son: Alain Sironval
- Montage : Claudine Chaudagne, Marie-Hélène Quinton
- Production : Pascale Breugnot
- Sociétés de Production : Ego Productions, TF1
- Pays d'origine : France
- Genre : drame

## Distribution
- Alexandra Vandernoot : Anne Darcel / Victoire Lyoret-Fournier (et photo de Nadine Lyoret)
- Xavier Deluc : Jérôme Arfan
- Liane Foly : Cathy Rolland
- Stéphane Audran : Edwige Fournier
- Bernard Verley : Charles Fournier
- Morgane Cabot : Nina
- Aladin Reibel : Laurent
- Jean-Luc Bideau : Georges
- Didier Bienaimé : Philippe
- François Levantal : Denis
- Valérie Bauchau : Laetitia
- Dorothée Jemma : Geneviève
- Catherine Aymerie : Inès
- Rosario Amedeo : Franck Vitelli
- Jean-Michel Vovk : Courbis
- Sophie Borgeaud

## Lieux de tournage
France
- Charente-Maritime
  - La Rochelle
  - Talmont
  - Ile de Ré (Le pont et Saint-Martin-de-Ré)

Belgique
- Bruxelles-Capitale
  - Bruxelles
  - Anderlecht
- Brabant wallon
  - Château de La Hulpe
  - Bornival